# Beatrix Borchard
Beatrix Borchard (* 1950 in Lingen (Ems)) ist eine deutsche Musikwissenschaftlerin und Autorin. Ihre Publikationsschwerpunkte sind u. a. Leben und Arbeit von Musikerinnen und Musikern, u. a. von Robert und Clara Schumann, Pauline Viardot-Garcia, Amalie und Joseph Joachim, Adriana Hölszky, die Rolle der Musik für den jüdischen Akkulturationsprozess, Interpretationsgeschichte und Strategien der Musikvermittlung.

## Leben
Beatrix Borchard, aufgewachsen in Lingen (Ems), studierte in Bonn und Berlin Musikwissenschaften, Germanistik und Geschichte und promovierte über Clara Wieck und Robert Schumann. 2000 habilitierte sie sich mit einer interpretationsgeschichtlichen Studie zu Amalie und Joseph Joachim. Sie ist Herausgeberin der Viardot-Garcia-Studien, des Onlinelexikons MUGI, und gemeinsam mit Kerstin Schüssler-Bach der Brahms-Studien.
Beatrix Borchard lehrte zehn Jahre an der Hochschule der Künste Berlin (jetzt Universität der Künste Berlin) Musikwissenschaft und arbeitete im In- und Ausland für das Goethe-Institut, vor allem in der Volksrepublik China, Portugal und Rumänien. Nach einer kurzen Zwischenstation als Professorin für Musikwissenschaften am musikwissenschaftlichen Seminar Detmold-Paderborn folgte sie 2002 einem Ruf an die Hochschule für Musik und Theater Hamburg. Hier leitet sie ein von der DFG gefördertes Forschungsprojekt zum Thema Orte und Wege europäischer Kulturvermittlung durch Musik.
Beatrix Borchard ist Autorin zahlreicher Rundfunkfeatures, moderiert häufig Konzerte und hat bisher zwei Filme gemacht, Dokumentationen über Clara Schumann (NDR 1996) und zum Thema Hausmusik (NDR 1997). An weiteren Musikfilmen hat sie mitgearbeitet. Eine Dokumentation über die Schwestern Maria Malibran und Pauline Viardot-Garcia ist in Planung.

## Publikationen (Auswahl)
- Clara Schumann. Ein Leben. Ullstein, Frankfurt am Main/Berlin 1991, ISBN 3-548-35367-3.
- Clara Schumann. Ihr Leben. Eine biographische Montage. Mit einem Essay der Autorin Mit Schere und Klebstoff. 3., überarb. und erw. Aufl. Olms, Hildesheim 2015, ISBN 978-3-487-08553-1.[6]
- als Hrsg.: Adriana Hölszky (= Klangportraits. Band 1). Furore Verlag; Musikfrauen, Berlin 1991.
- als Hrsg. mit Monika Schwarz-Danuser: Fanny Hensel geb. Mendelssohn Bartholdy. Komponieren zwischen Geselligkeitsideal und romantischer Musikästhetik. 2., überarb. Auflage. Furore Verlag, Kassel 2002, ISBN 3-927327-54-9.
- als Hrsg. mit Cornelia Bartsch und Rainer Cadenbach: Der weibliche und der männliche Beethoven. Bonn 2004, ISBN 978-3-88188-080-0.
- als Hrsg. mit Claudia Maurer Zenck: Alkestis: Interpretationen (= Hamburger Jahrbuch für Musikwissenschaft 2006). Frankfurt am Main 2006, ISBN 978-3-63156183-6.
- als Hrsg. mit Heidy Zimmermann: Musikwelten – Lebenswelten. Jüdische Identitätssuche in der deutschen Musikkultur. Böhlau, Köln/Weimar/Wien 2009 (Reihe Jüdische Moderne, Bd. 9), ISBN 978-3-412-20254-5
- Stimme und Geige: Amalie und Joseph Joachim. Biographie und Interpretationsgeschichte (= Wiener Veröffentlichungen zur Musikgeschichte, Bd. 5, hrsg. von Reinhard Kapp und Markus Grassl). Wien 2005 (2. Auflage Wien 2007), ISBN 3-205-77242-3.
- Pauline Viardot-Garcia. Fülle des Lebens (= Europäische Komponistinnen, Bd. 19). Köln/Weimar/Wien 2016, ISBN 978-3-412-50143-3.
- als Hrsg. mit Regina Back und Elisabeth Treydte: Musik(vermittlung) und Gender(forschung) im Internet. Perspektiven einer anderen Musikgeschichtsschreibung. Hildesheim 2016, ISBN 978-3-487-15405-3.
- Clara Schumann. Musik als Lebensform. Neue Quellen - Andere Schreibweisen. Mit einem Werkverzeichnis von Joachim Draheim. Hildesheim 2019, ISBN 978-3-487-08620-0
- als Hrsg. mit Miriam-Alexandra Wigbers: Pauline Viardot - Julius Rietz. Der Briefwechsel 1858–1874 (= Viardot-Garcia-Studien, Bd. 1). Hildesheim 2021, ISBN 978-3-487-15981-2.